# Bernadette La Hengst

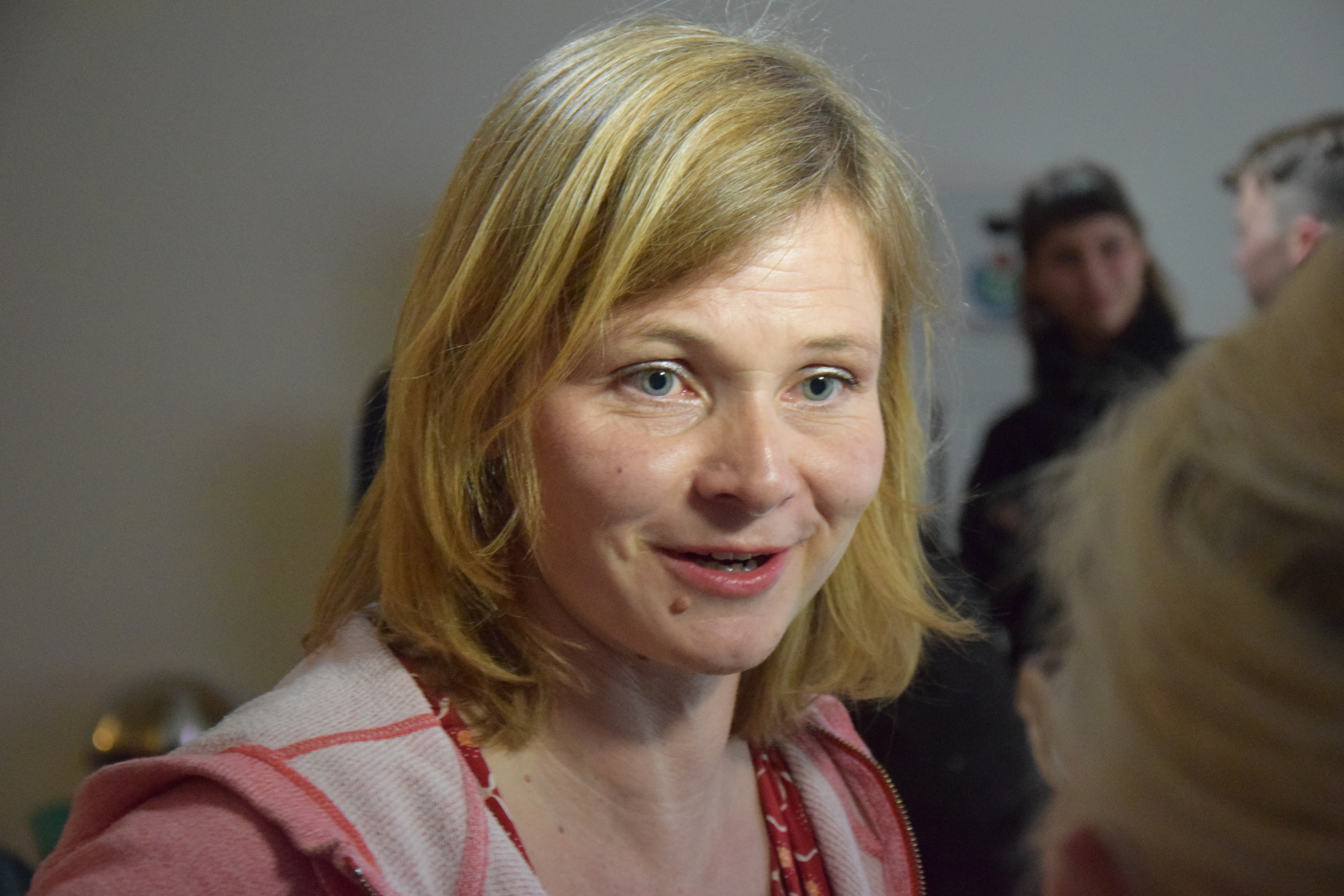
Bernadette Hengst (2015)

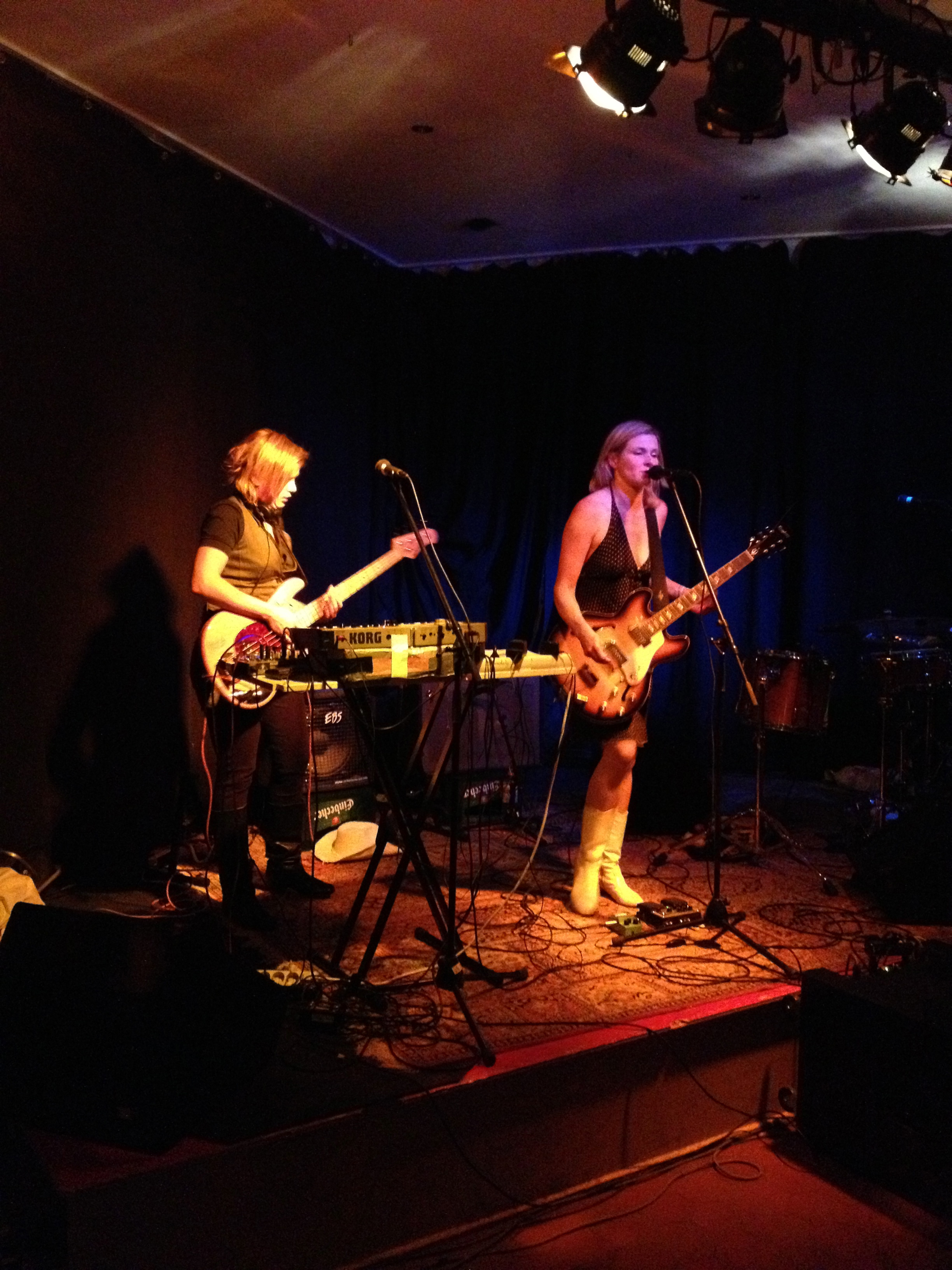
Bernadette Hengst und ihre Drummerin/Bassistin im Trillke-Gut am 13. Oktober 2012

Bernadette La Hengst (eigentlich: Bernadette Hengst; * 1967 in Bad Salzuflen) ist eine deutsche Musikerin und Theaterregisseurin. Musikalisch bewegt sich ihre Arbeit in den Genres Pop- und Elektropop und wird der Hamburger Schule zugerechnet. Bekanntheit erlangte sie als Sängerin und Gitarristin der Band Die Braut haut ins Auge.

## Biografie
La Hengst wuchs in Bad Salzuflen auf und zog 1987 nach Berlin, wo sie zunächst eine Karriere als Schauspielerin verfolgte. 1988 ging sie nach Hamburg, wo sie 1990 mit Peta Devlin (Bass), Barbara Haß (Gitarre), Katja Böhm (Schlagzeug) und Karen Dennig (Orgel) die Band Die Braut haut ins Auge gründete. Daneben arbeitete sie auch mit anderen Hamburger Musikern wie Huah!, Rocko Schamoni und den Mobylettes.
Nach der Auflösung von Die Braut haut ins Auge im Jahr 2000 begann Bernadette La Hengst eine Solokarriere. 2002 veröffentlichte sie ihr erstes Soloalbum Der beste Augenblick in deinem Leben. 2003 war sie Mitorganisatorin des Hamburger Ladyfests und erhielt den Künstlerinnenpreis des Landes Nordrhein-Westfalen. Anfang 2005 veröffentlichte sie ein Album als Teil des Künstlerkollektivs Schwabinggrad Ballett.
Ihr zweites Soloalbum La beat erschien im Oktober 2005. Darauf verbindet La Hengst ihre politischen, feministischen und persönlichen Texte mit Elektronik-Beats und Samplingtechnik. 
2009 war sie als Feature-Gast auf dem Song Das allererste Mal von Fettes Brot zu hören. Der Song ist ein Duett von ihr und dem Rapper Dokter Renz.
2010 veröffentlichte sie zusammen mit Oliver M. Guz und Knarf Rellöm unter dem Namen Die Zukunft die Platte Sisters & Brothers.
Im Jahr 2012 folgte das Album Integrier mich, Baby, das auf eine Inszenierung am Thalia Theater Hamburg 2011 zurückgeht, bei dem La Hengst mit Schülern aus Integrationskursen zusammenarbeitete. Sie interessiert sich dabei nach eigenen Angaben bei ihren Arbeiten mit sozialen Randgruppen besonders dafür, wie die Gesellschaft mit diesen umgeht. Integrier mich, Baby ist in Zusammenarbeit mit Rocko Schamoni, GUZ, den Aeronauten und Peta Devlin erschienen.
Im Juni 2014 sang sie als Gast auf dem Studioalbum Alles leuchtet der Rapperin Fiva den Refrain von Wir kleben daran.
La Hengst wirkte als Gitarristin an der Inszenierung von David Bowies Musical Lazarus im Hamburger Schauspielhaus mit, das 2018 Premiere feierte.
2019 veröffentlichte La Hengst ihr sechstes Soloalbum Wir sind die Vielen bei Trikont. Das Album enthält Songs, die arabische Einflüsse haben und auf die Zeit verweisen, in der La Hengsts Eltern in Beirut lebten. Zwei Songs sind auf einer von der Band Embryo inspirierten Reise von Madrid nach Casablanca entstanden, und ein Song beschäftigt sich mit den Fluchterfahrungen von La Hengsts Mutter. Der Albumtitel bezieht sich auf die Initiative Die Vielen, die von La Hengst mitgegründet wurde. 2023 folgte das Album Visionäre Leere.

## Diskografie

### Solo
- 2002: Bernadette La Hengst – Der beste Augenblick in deinem Leben ist gerade eben jetzt gewesen (Trikont)
- 2005: Bernadette La Hengst – La Beat (Trikont)
- 2008: Bernadette La Hengst – Machinette (Trikont / Ritchie Records), mit Gästen: Hans-Joachim Irmler von Faust als Coproduzent, Knarf Rellöm, die Bläser der Aeronauten, Pastor Leumund, Tim Isfort Orchester, Nufa, Ton Matton[7]
- 2009: Beschwerdechor St. Pölten, partizipativer Song und Musikvideo
- 2012: Bernadette La Hengst – Integrier mich, Baby (Trikont / Ritchie Records)
- 2015: Bernadette La Hengst – Save the World With This Melody (Trikont)
- 2019: Bernadette La Hengst – Wir sind die Vielen (Trikont / Indigo)
- 2020: Banda Internationale & Bernadette La Hengst – Banda, Bernadette & Brecht
- 2023: Bernadette La Hengst – Visionäre Leere (Trikont, Tod’s & Fred’s Musikverlag)

### Die Zukunft
(eigentlich: Bernadette La Hengst, Knarf Rellöm & Guz sind Die Zukunft):
- 2010: Sisters & Brothers (Trikont / Ritchie Records)

### Schwabinggrad Ballett
- 2005: Schwabinggrad Ballett (Staubgold)[9]

### Die Braut haut ins Auge
- 1994: Die Braut haut ins Auge
- 1995: Was nehm ich mit?
- 1998: Pop ist tot.
- 2000: +1 auf der Gästeliste

### Samplerbeiträge
- 1988: V.A.: Fast Weltweit präsentiert: Jetzt!... Die Sterne... Der Fremde... Die Bienenjäger... Die Time Twisters... Bernadette Hengst (Der „Rote“ Cassetten-Sampler Nr. 1), Fast Weltweit
- 1988: V.A.: Fast Weltweit präsentiert: Jetzt!... Die Sterne... Der Fremde... Die Bienenjäger... Die Time Twisters... Bernadette Hengst (Der „Blaue“ Cassetten-Sampler Nr. 2), Fast Weltweit
- 2002: „Ein Mädchen Namens Gerd“ auf A Boy Named Sue – Johnny Cash Revisited (Trikont)
- 2003: „Spielbude bis Balduintreppe“ auf Return of the Tüdelband (Trikont)
- 2005: „Wenn nicht jetzt, dann nie“ auf Bleib Gold, Mädchen (MerMer)
- 2008: „Ich bin kein Baby mehr“ auf Tonangeberei – Songs für jedes Alter ab 3 (Trikont)
- 2008: „Das Allererste Mal“ auf Strom und Drang (Fettes Brot)
- 2008: „Niemals dorthin“ auf Gestatten, wir kommen aus Hamburg 3 (EMI)
- 2014: „Vielleicht“ – auf A Tribute to Nils Koppruch & Fink (Trocadero)

## Theaterproduktionen
- 2021 Mutter**Land, Regie Bernadette La Hengst, Musik/Performance/Film, Sophiensäle Berlin
- 2012 Planet der Frauen, Regie Viola Hasselberg, Kampfoperette am Theater Freiburg
- 2012: Integrier mich, Baby, Theaterstück am Thalia Theater Hamburg
- 2012: Beschwerdechor Wittenburg, eingebunden in das temporäre Stadt-Wiederbelebungs-Projekt Große Potemkinsche Straße von Stadtplaner Ton Matton und Filmemacher Michael Kockot[10]
- 2010: Deutschlandmärchen, Theaterstück mit Till Müller-Klug, in den Sophiensaelen Berlin und am FFT Düsseldorf
- 2010 Beats auf Bewährung, Theaterstück am Thalia Theater Hamburg
- 2010: Girls’ Planet für das Projekt Ruhr.2010 – Next Generation 2010, Workshopreihe mit partizipativem Songschreiben, Bandgründung, Musikvideo und Theaterstück/Konzert für Mädchen, am Grillo-Theater Essen, das mit den anderen Elementen von Ruhr.2010 – Next Generation 2010 von Regisseur Nuran David Calis im Oktober 2010 auf die Bühne gebracht wurde[11]
- 2009/2010: Cabinet, ein türkisch-deutscher Theaterbasar am Theater Freiburg
- 2009: Bettleroper, Regie Christoph Frick mit Bettlerchor am Theater Freiburg
- 2009: Beschwerdechor St. Pölten, am Festspielhaus St. Pölten, zusammen mit dem Musiker Andreas A. Müller und der Choreografin Sabina Holzer
- 2009: Der Innere Innenminister, Hörspiel und Theaterstück; Texte, Produktion und Dramaturgie zusammen mit Till Müller-Klug, mit Claudia Wiedemer, Sophiensæle Berlin
- 2009: Eichbaumoper, Premiere am 24. Juni 2009, aufgeführt an der U18-Station Eichbaum in Mülheim an der Ruhr, Musik zusammen mit Ari Benjamin Meyers, Musikalische Leitung: Askan Geisler
- 2009: Bettleroper Freiburg, Ensembleprojekt zu Lebenslagen in Deutschland, Premiere am 23. Januar 2009 im Theater Freiburg
- 2007: Die Zukunft im Altersheim, partizipatives genreübergreifendes Projekt mit Senior_innen, zusammen mit Jan Theiler (Pastor Leumund), am Theater Freiburg
- 2006: Das populistische Paradies (Die monatliche Plattform für Größenwahn und Erlebnispopulismus), von Bernadette La Hengst, Till Müller-Klug, Cal McBride; Premiere am 26. Februar 2006, HAU 2 (Hebbel am Ufer), Berlin
- 2005/6: Beteiligung an Unos United – Alle wollen wie alle sein, von Volker März Offizieller Beitrag des Kunst- und Kulturprogramms der Bundesregierung zur FIFA WM 2006, Juli 2005 bis Juli 2006
- 2004: Die Liebespopulistin
- 2003: Beteiligung an Alles muss man selber machen – Globalisierungstraining in 20 Lektionen, Premiere am 6. November 2003, von und mit Marion Baumgartner, Matthias von Hartz, Bernadette Hengst, Tanja Krone, Claudia Wiedemer, Martina Stoian, Steffen Dost, Jochen Roller, Sophiensæle Berlin[12]

## Sprecherin
- 2023: Augst/Cahn Das zornige Schreiben (Hörspiel), Regie: Oliver Augst, DLF Kultur.
- 2014: John Birke/Oliver Augst: Alle Toten 2014 (Hörspiel), Regie: John Birke/Oliver Augst, DKultur/RBB/HR/Volksbühne Berlin.
- 2012: Bruno Schönlank/John Birke/Oliver Augst: Stadt der tausend Feuer (Hörspiel), Regie: Oliver Augst, HR/SWR.